# Miss Intercontinental
Miss Intercontinental è un concorso di bellezza femminile. Il concorso fu istituito ufficialmente nel 1971 ad Aruba con il nome Miss Teenage Intercontinental. Attualmente il Venezuela è la nazione a detenere il maggior numero di vittorie.

## Albo d'oro

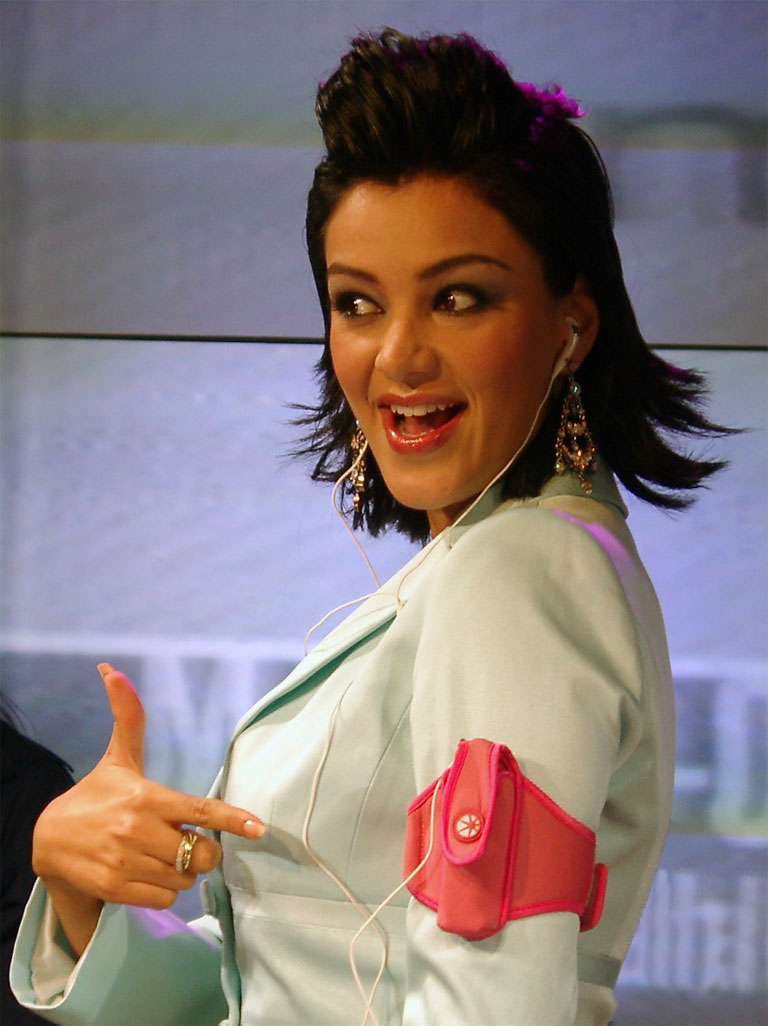
Verona Feldbusch, Miss Intercontinental 1993.

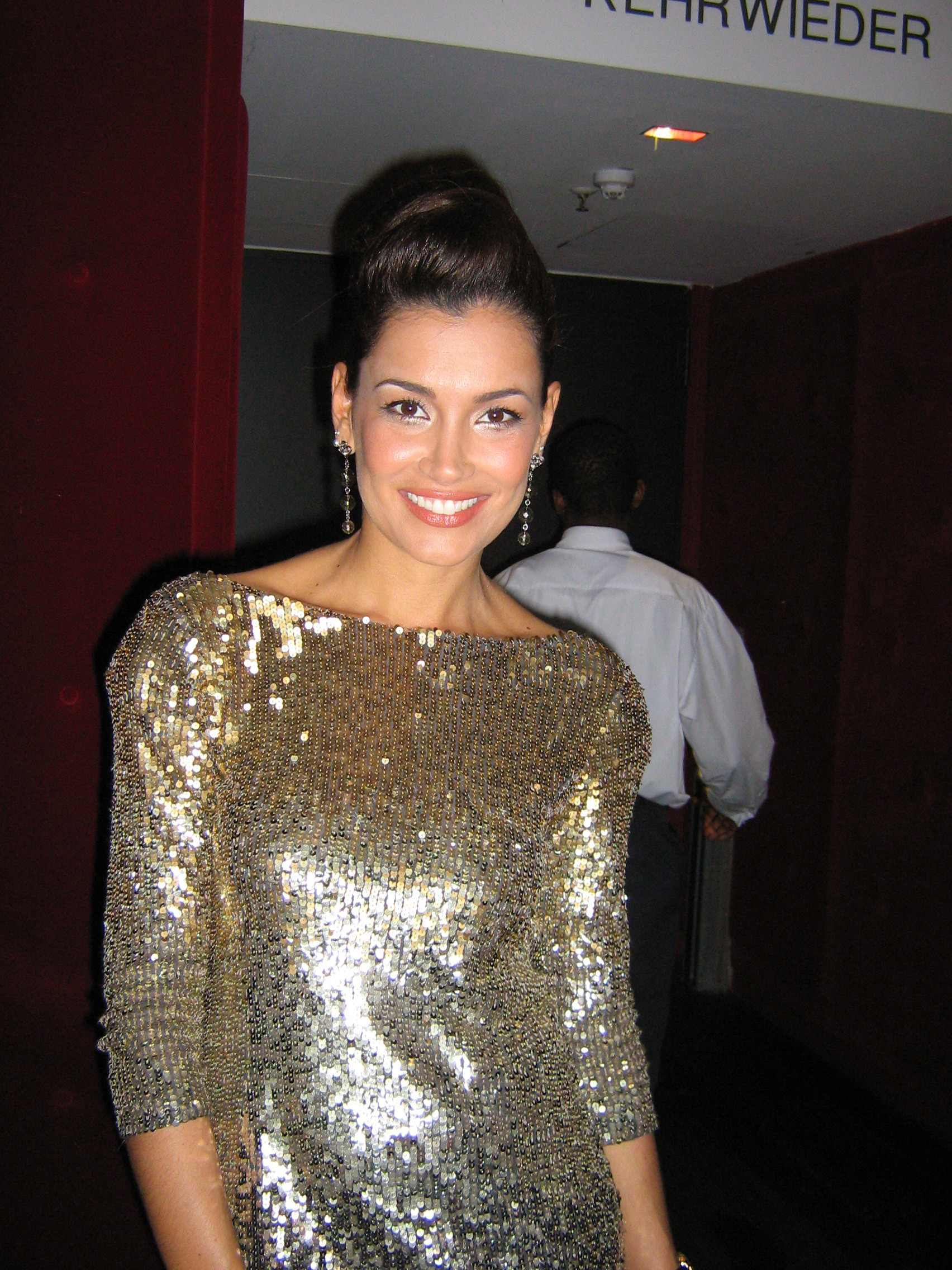
Jana Ina, Miss Intercontinental 1998.

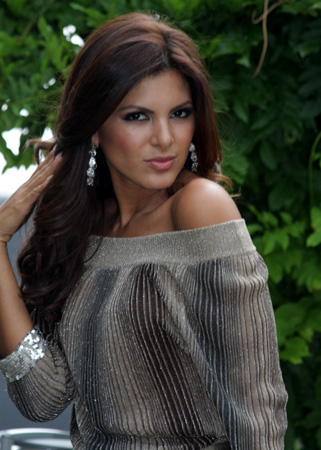
Hannelly Quintero, Miss Intercontinental 2009.

| Anno | Vincitrice                                       | Provenienza                                      | Luogo                                            |
| ---- | ------------------------------------------------ | ------------------------------------------------ | ------------------------------------------------ |
| 1971 | Magnolia Martínez                                | Perù                                             | Oranjestad, Aruba                                |
| 1972 | Jane Vieira Macambira                            | Brasile                                          | Oranjestad, Aruba                                |
| 1973 | Barbara Jean Sergi                               | Stati Uniti                                      | Oranjestad, Aruba                                |
| 1974 | Maria Emilia de los Ríos                         | Venezuela                                        | Oranjestad, Aruba                                |
| 1975 | Shohreh Nikpour                                  | Iran                                             | Oranjestad, Aruba                                |
| 1976 | Ivania Navarro Yenic                             | Nicaragua                                        | Oranjestad, Aruba                                |
| 1977 | Elizabeth Ann Jones                              | Inghilterra                                      | Oranjestad, Aruba                                |
| 1978 | Elizabeth Anita Reddi                            | India                                            | Oranjestad, Aruba                                |
| 1979 | Maryanne Shaugnessey                             | Stati Uniti                                      | Oranjestad, Aruba                                |
| 1980 | Elizabeth Gasiewicz                              | Argentina                                        | Punto Fijo, Venezuela                            |
| 1981 | Cristiane Lisita Passos                          | Brasile                                          | Barranquilla, Colombia                           |
| 1982 | Jodee Joy Dominici                               | Stati Uniti                                      | Cartagena de Indias, Colombia                    |
| 1983 | Brigitte Bergman                                 | Paesi Bassi                                      | Oranjestad, Aruba                                |
| 1986 | Elizabeth Robinson                               | Porto Rico                                       | Lagos, Nigeria                                   |
| 1987 | Patricia Kuypers                                 | Perù                                             | Lagos, Nigeria                                   |
| 1988 | Joan Maynard                                     | Curaçao                                          | Lagos, Nigeria                                   |
| 1989 | Bianca Onoh (riassegnato)                        | Nigeria                                          | Lagos, Nigeria                                   |
| 1989 | Brenda Marte Lajara (sostituito)                 | Rep. Dominicana                                  | Lagos, Nigeria                                   |
| 1990 | Sandra Foster                                    | Giamaica                                         | Lagos, Nigeria                                   |
| 1991 | Carmen Linda Díaz                                | Porto Rico                                       | Lagos, Nigeria                                   |
| 1991 | Alyona Ivanova                                   | Russia                                           | Bonn, Germania                                   |
| 1992 | Susanne Petry                                    | Germania                                         | Eschweiler, Germania                             |
| 1993 | Verona Feldbusch                                 | Germania                                         | Bonn, Germania                                   |
| 1994 | Kimberly Anne Byers                              | Stati Uniti                                      | Düsseldorf, Germania                             |
| 1995 | Melissa Cortez                                   | Isole Vergini Americane                          | Dresda, Germania                                 |
| 1996 | Timeri Baudry                                    | Polinesia francese                               | Treviri, Germania                                |
| 1997 | Lara Dutta                                       | India                                            | Friburgo in Brisgovia, Germania                  |
| 1998 | Janaína Berenhauser                              | Brasile                                          | Bonn, Germania                                   |
| 1999 | Mine Erbaykent                                   | Turchia                                          | Bochum, Germania                                 |
| 2000 | Sabrina Schepmann                                | Germania                                         | Kaiserslautern, Germania                         |
| 2001 | Ligia Petit                                      | Venezuela                                        | Coburgo, Germania                                |
| 2002 | Rychacviana Coffie                               | Curaçao                                          | Fürth, Germania                                  |
| 2003 | Dominique Hourani                                | Libano                                           | Berlino, Germania                                |
| 2004 | Deissy Catalina Valencia Deossa                  | Colombia                                         | Hohhot, Cina                                     |
| 2005 | Emmarys Pinto                                    | Venezuela                                        | Huangshan, Cina                                  |
| 2006 | Katarína Manová                                  | Slovacchia                                       | Nassau, Bahamas                                  |
| 2007 | Nancy Afiouni                                    | Libano                                           | Mahé, Seychelles                                 |
| 2008 | Cristina Lucía Camargo de la Rans                | Colombia                                         | Zabrze, Polonia                                  |
| 2009 | Hannelly Quintero Ledezma                        | Venezuela                                        | Minsk, Bielorussia                               |
| 2010 | Maydelise Columna                                | Porto Rico                                       | Punta Cana, Repubblica Dominicana                |
| 2011 | Jessica Hartman                                  | Stati Uniti                                      | Orihuela, Spagna                                 |
| 2012 | Daniela Xanadú Chalbaud Maldonado                | Venezuela                                        | Aquisgrana, Germania                             |
| 2013 | Ekaterina Plekhova                               | Russia                                           | Magdeburgo, Germania                             |
| 2014 | Patraporn Wang                                   | Thailandia                                       | Magdeburgo, Germania                             |
| 2015 | Valentina Rasulova                               | Russia                                           | Magdeburgo, Germania                             |
| 2016 | Heilymar Rosario                                 | Porto Rico                                       | Colombo, Sri Lanka                               |
| 2017 | Verónica Salas Vallejo                           | Messico                                          | Hurghada, Egitto                                 |
| 2018 | Karen Gallman                                    | Filippine                                        | Pasay, Filippine                                 |
| 2019 | Fanni Mikó                                       | Ungheria                                         | Sharm el Sheikh, Egitto                          |
| 2020 | Non disputato a causa della pandemia di COVID-19 | Non disputato a causa della pandemia di COVID-19 | Non disputato a causa della pandemia di COVID-19 |
| 2021 | Cinderella Faye Obenita                          | Filippine                                        | Sharm el Sheikh, Egitto                          |
| 2022 | Lê Nguyễn Bảo Ngọc                               | Vietnam                                          | Sharm el Sheikh, Egitto                          |